# Bodaño
Bodaño (oficialmente San Mamede de Bodaño) es una parroquia española del municipio de Villa de Cruces, perteneciente a la provincia de Pontevedra, en la comunidad autónoma de Galicia.

## Historia
Hacia mediados del siglo XIX, el lugar, ya por entonces perteneciente a Carbia, tenía contabilizada una población de 142 habitantes. Aparece descrito en el cuarto volumen del Diccionario geográfico-estadístico-histórico de España y sus posesiones de Ultramar de Pascual Madoz con las siguientes palabras:

BODAÑO (San Mamed de): felig. en la prov. de Pontevedra (9 1/2 leg.), dióc. de Santiago (4 1/2), part. jud. de Lalin (2), y ayunt. de Carbia: sit. sobre la márg. der. del r. Deza: clima templado y sano; comprende los l. de Bodaño, Castrelo, Iglesia y otros cas. que reunen hasta el núm. de 26 casas de pobre construccion. La igl. parr. (San Mamed) es anejo de Sta. Maria de Oiros, con cuyo térm. confina, asi como con Asorey, Fontao y Loson. El terreno bastante fértil en la ribera, no carece de arbolado y pasto: los caminos son locales y malos, y el correo se recibe por la cap. del part. prod. maiz, centeno, trigo, patatas, frutas, algun vino, castañas y varias legumbres: cria ganado prefiriendo el vacuno, hay caza y pesca. pobl. 25 vec., 142 alm. contr. con su ayunt. (V.)
(Madoz, 1846, p. 370)

En 2022, tenía empadronados 127 habitantes.